# Vakka-Suomen Sanomat
Vakka-Suomen Sanomat är en finländsk dagstidning som utges i Nystad.
Tidningen, som grundades 1950, är en tredagarstidning som 2003 hade en upplaga på omkring 9 000 exemplar.